# Neven Budak
Neven Budak (* 3. Mai 1957 in Zagreb) ist ein kroatischer Historiker und Präsident des Kroatischen Nationalkomitees für Geschichtswissenschaften. Er ist auf die Stadt- und Sozialgeschichte Kroatiens im Mittelalter spezialisiert und publiziert seine wissenschaftliche Arbeit in Form von Aufsätzen und Fachliteratur.

## Werdegang
Budak schloss 1979 sein Geschichtsstudium an der Philosophischen Fakultät in Zagreb ab und promovierte 1991. Seit 1983 lehrt er mittelalterliche Geschichte am Institut für kroatische Geschichte der Philosophischen Fakultät in Zagreb, seit 2002 ist er ordentlicher Professor. Von 1994 bis 2002 lehrte er Stadtgeschichte an der Central European University in Budapest. Von 2000 bis 2004 war er Dekan der Philosophischen Fakultät in Zagreb. Er ist einer der Gründer und ehemaliger Präsident (1992–1996) der historischen Gesellschaft Otium. Seit 1999 ist Budak Präsident des Kroatischen Nationalkomitees für Geschichtswissenschaften.

## Werke (Auswahl)
- Gradovi Varaždinske županije u srednjem vijeku : urbanizacija Varaždinske županije do kraja 16. stoljeća, Dr. Feletar, Koprivnica 1994
- Prva stoljeća Hrvatske, Hrvatska sveučilišna naknada, Zagreb 1994
- Croats Between Franks and Byzantium. In: Hortus Artium Medievalium. Band 3, Nr. 3, 1997, S. 15–22 (srce.hr).
- Karlo Veliki : Karolinzi i Hrvati, Muzej hrvatskih arheoloških spomenika, Split 2001
- The Coming of Ferdinand Habsburg to the Croatian Throne. In: Croatian Studies Review. Band 2, Nr. 1, 2002, S. 135–155 (srce.hr).
- Habsburzi i Hrvati (mit Mario Strecha, Željko Krušelj), Srednja Europa, Zagreb 2003
- Hrvatska povijest srednjeg vijeka (mit Tomislav Raukar), Školska knjiga, Zagreb 2006
- Što nam se događa?, Srednja Europa, Zagreb 2006
- Hrvatska i Slavonija u ranome novom vijeku,  Leykam International, Zagreb 2007
- Hrvatski vladari: knezovi, kraljevi, biskupi, V.B.Z., Zagreb 2013
- Povijest hrvatskih zemalja u srednjem vijeku: Hrvatska povijest od 550. do 1100., Leykam International, Zagreb 2018
- Kroatien, Dalmatien und Slawonien bis 1527. In: Oliver Jens Schmitt, Peter Schreiner and Fritz Mitthof (Hrsg.): Handbuch zur Geschichte Südosteuropas. Band 1 : Herrschaft und Politik in Südosteuropa von der römischen Antike bis 1300. De Gruyter Oldenbourg, Berlin / Boston 2019, S. 847–904.